# Виктор Шпишич
Виктор Шпишич (на хърватски: Viktor Špišić) е хърватски футболист, полузащитник в отбора на Локомотив (София). Висок е 177 см и тежи 72 кг. Преди да заиграе за отбора на Локомотив (София) се е състезавал за ХНК Сегеста от град Сисак, Хърватия и Берое.